# Serghei Gusacov
Serghei Gusacov (in russo Сергей Владимирович Гусаков?, Sergej Vladimirovič Gusakov; Tiraspol, 6 aprile 1986) è un ex calciatore moldavo, di ruolo difensore.

## Carriera
Nella stagione 2006-2007 debutta in campionato con il Tiligul-Tiras Tiraspol, collezionando soltanto sei presenze. A partire dalla stagione 2009-2010 milita nell'Olimpia Bălți, squadra in cui si afferma come titolare fisso.
Nelle stagioni 2009-2010 e 2010-2011 colleziona anche otto presenze e due gol in Coppa di Moldavia.